# اولد فرم

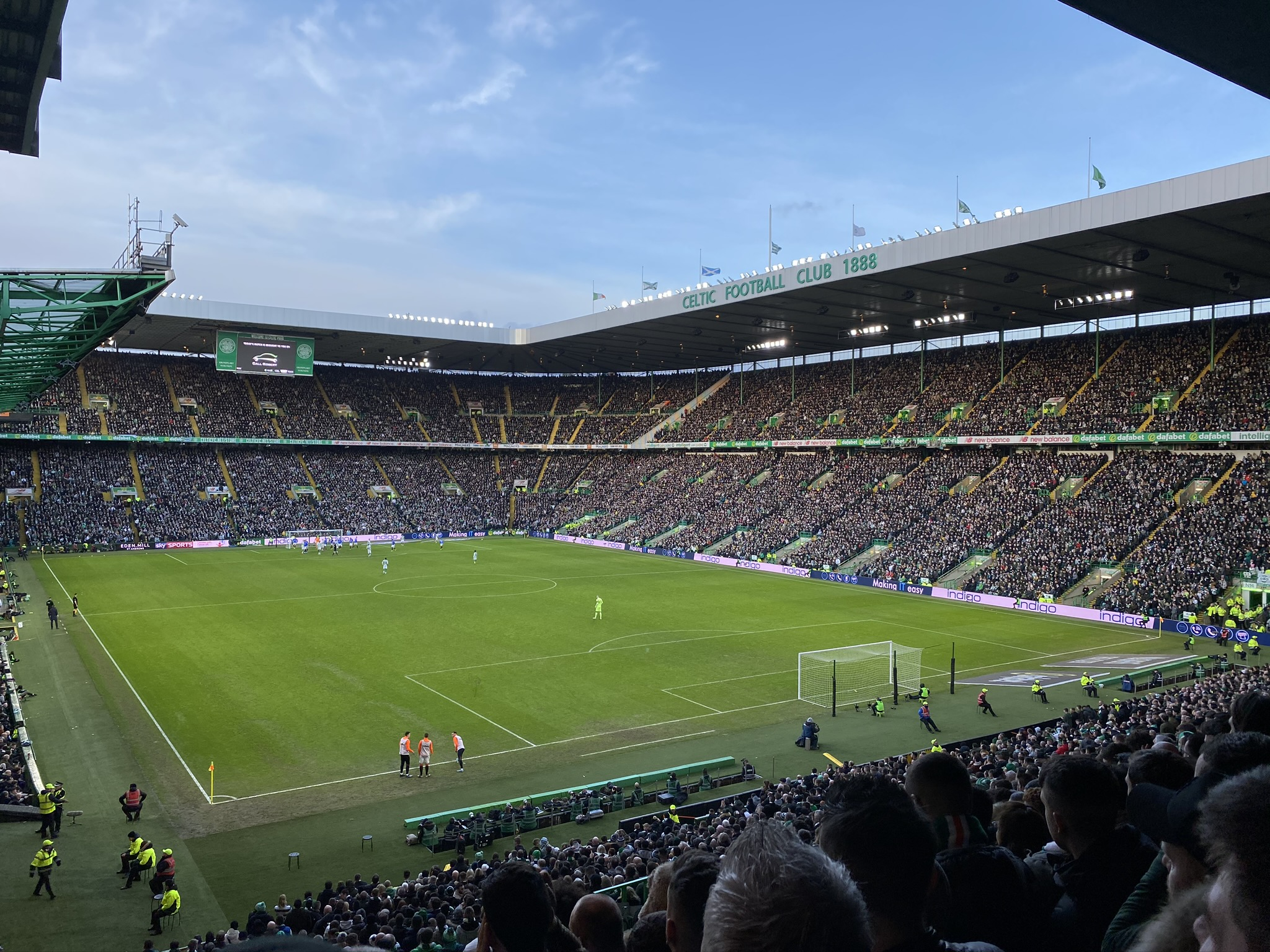
نمایی از ورزشگاه سلتیک پارک (یکی از دو استادیوم محل برگزاری مسابقه)

اولد فِرم (به انگلیسی: Old Firm) به رقابت بین دو تیم سلتیک و رنجرز گفته می‌شود؛ هر دو باشگاه در شهر گلاسکو واقع شده‌اند. این دو باشگاه، پر افتخارترین و پر هوادارترین تیم‌های اسکاتلند هستند و رقابت بین این دو، عمیقاً در فرهنگ اسکاتلند ریشه دوانده‌است؛ رقابت میان این دو بر روی سیاست، جامعه، تقسیم‌بندی‌های مذهبی و فرقه‌گرایی در اسکاتلند مؤثر بوده و بر روی این مسائل سایه افکنده‌است. در نتیجه این رقابت در سراسر دنیا جذابیت پایداری دارد.
این دو تیم مجموعاً موفق به کسب ۱۰۵ عنوان قهرمانی لیگ برتر اسکاتلند (رنجرز ۵۴ و سلتیک ۵۱)، ۷۲ عنوان قهرمانی جام حذفی اسکاتلند (سلتیک ۳۹ و رنجرز ۳۳) و ۴۶ عنوان قهرمانی جام اتحادیه فوتبال اسکاتلند (رنجرز ۲۷ و سلتیک ۱۹) شده‌اند. روند موفقیت‌های این دو تیم در فوتبال اسکاتلند، به ندرت قطع شده‌است؛ آخرین بار دو تیم آبردین و داندی یونایتد که رقابت بین این دو نیو فرم نامیده شد، موفق شدند در نیمهٔ اول دههٔ ۱۹۸۰ سلطهٔ سلتیک و رنجرز را بر فوتبال اسکاتلند به چالش بکشند. از فصل ۸۶–۱۹۸۵ تا کنون، همواره یکی از دو تیم سلتیک و رنجرز عنوان قهرمانی لیگ برتر اسکاتلند را کسب کرده‌است؛ هم‌چنین از فصل ۹۶–۱۹۹۵ تا ۱۲–۲۰۱۱، در طی هفده فصل این دو تیم ردهٔ اول و دوم جدول را به خود اختصاص دادند (به جز فصل ۰۶–۲۰۰۵). در اوایل دههٔ ۲۰۱۰، رنجرز با مشکلات مالی شدیدی روبرو شد به طوریکه هلدینگ کمپانی آن در سال ۲۰۱۲ منحل شد؛ متعاقباً این تیم به پایین‌ترین سطح فوتبال اسکاتلند (سطح چهارم) سقوط کرد اما توانست طی چهار سال دوباره به سطح اول فوتبال اسکاتلند بازگردد. در این دهه، تیم سلتیک موفق شد ۹ عنوان قهرمانی پیاپی را در لیگ برتر اسکاتلند کسب کند.
سلتیک و رنجرز، تاکنون ۴۲۰ بار در بازی‌های رسمی به مصاف یکدیگر رفته‌اند که حاصل آن ۱۶۲ برد برای رنجرز، ۱۵۹ برد برای سلتیک و ۹۹ تساوی بوده‌است.
این دو باشگاه، پایگاه‌های هواداری بزرگی را در اطراف گلاسکو و اسکاتلند دارند؛ هم‌چنین در شهرهای زیادی در سراسر اسکاتلند و ایرلند شمالی و در سراسر دنیا، کانون و باشگاه هواداری دارند. در سال ۲۰۰۵، تخمین زده شد که حضور سلتیک و رنجرز، سالانه ۱۲۰ میلیون پوند برای اقتصاد اسکاتلند ارزش دارد.

## آمار
| رقابت                | نخستین بازی | بازی | سلتیک | رنجرز | تساوی |
| -------------------- | ----------- | ---- | ----- | ----- | ----- |
| لیگ برتر اسکاتلند    | ۱۸۹۱        | ۳۱۹  | ۱۱۰   | ۱۲۲   | ۸۷    |
| جام حذفی اسکاتلند    | ۱۸۹۰        | ۵۱   | ۲۵    | ۱۶    | ۱۰    |
| جام اتحادیه اسکاتلند | ۱۹۴۷        | ۵۰   | ۲۴    | ۲۴    | ۲     |
| مجموع                | مجموع       | ۴۲۰  | ۱۵۹   | ۱۶۲   | ۹۹    |